# Талдом
Талдом (на руски: Талдом) е град в Русия, административен център на Талдомски район, Московска област. Населението му към 1 януари 2018 е 12 777 души.